# Campeonato Mundial de Atletismo de 2017 - 1500 m masculino
A competição dos 1500 metros masculino no Campeonato Mundial de Atletismo de 2017 foi realizada no Estádio Olímpico de Londres nos dias 10, 11 e 13 de agosto. Elijah Manangoi do Quênia levou a medalha de ouro. 

## Recordes
Antes da competição, os recordes eram os seguintes:
| Recorde mundial                               | Hicham El Guerrouj (MAR) | 3:26.00 | Roma, Itália     | 14 de julho de 1998  |
| Recorde do campeonato                         | Hicham El Guerrouj (MAR) | 3:27.65 | Sevilha, Espanha | 24 de agosto de 1999 |
| Melhor marca do ano                           | Elijah Manangoi (KEN)    | 3:28.80 | Mônaco           | 21 de julho de 2017  |
| Recorde africano                              | Hicham El Guerrouj (MAR) | 3:26.00 | Roma, Itália     | 14 de julho de 1998  |
| Recorde asiático                              | Rashid Ramzi (BHR)       | 3:29.14 | Roma, Itália     | 14 de julho de 2006  |
| Recorde da América do Norte, Central e Caribe | Bernard Lagat (USA)      | 3:29.30 | Rieti, Itália    | 28 de agosto de 2005 |
| Recorde sul-americano                         | Hudson de Souza (BRA)    | 3:33.25 | Rieti, Itália    | 28 de agosto de 2005 |
| Recorde europeu                               | Mohamed Farah (GBR)      | 3:28.81 | Mônaco           | 19 de julho de 2013  |
| Recorde da Oceania                            | Nicholas Willis (NZL)    | 3:29.66 | Mônaco           | 17 de julho de 2015  |

## Medalhistas
| Ouro                  | Prata                   | Bronze                   |
| Elijah Manangoi (KEN) | Timothy Cheruiyot (KEN) | Filip Ingebrigtsen (NOR) |

## Tempo de qualificação
| Tempo de qualificação |
| --------------------- |
| 3:36.00               |

## Calendário
| Data                 | Horário | Fase          |
| -------------------- | ------- | ------------- |
| 10 de agosto de 2017 | 20:25   | Eliminatórias |
| 11 de agosto de 2017 | 20:10   | Semifinais    |
| 13 de agosto de 2017 | 20:30   | Final         |

Todos os horários estão no horário local (UTC+1)

## Resultados

### Eliminatórias
Qualificação: Seis primeiros de cada bateria (Q) e os seis melhores tempos (q) 
| Pos. | Série | Atleta                      | Nacionalidade    | Tempo   | Notas                |
| ---- | ----- | --------------------------- | ---------------- | ------- | -------------------- |
| 1    | 3     | Luke Mathews                | Austrália        | 3:38.19 | Q                    |
| 2    | 3     | Timothy Cheruiyot           | Quênia           | 3:38.41 | Q                    |
| 3    | 3     | Filip Ingebrigtsen          | Noruega          | 3:38.46 | Q                    |
| 4    | 3     | Jake Wightman               | Grã-Bretanha     | 3:38.50 | Q                    |
| 5    | 3     | Homiyu Tesfaye              | Alemanha         | 3:38.57 | Q                    |
| 6    | 3     | Adel Mechaal                | Espanha          | 3:38.99 | Q                    |
| 7    | 3     | Fouad Elkaam                | Marrocos         | 3:39.33 | q                    |
| 8    | 3     | John Gregorek               | Estados Unidos   | 3:39.62 | q                    |
| 9    | 3     | Kalle Berglund              | Suécia           | 3:39.62 | q                    |
| 10   | 3     | Benson Seurei               | Bahrein          | 3:39.77 | q                    |
| 11   | 3     | Michał Rozmys               | Polónia          | 3:40.28 | q                    |
| 12   | 2     | Sadik Mikhou                | Bahrein          | 3:42.12 | Q                    |
| 13   | 2     | Jakub Holuša                | Chéquia          | 3:42.31 | Q                    |
| 14   | 2     | Chris O'Hare                | Grã-Bretanha     | 3:42.53 | Q                    |
| 15   | 2     | Ronald Musagala             | Uganda           | 3:42.75 | Q                    |
| 16   | 2     | Nick Willis                 | Nova Zelândia    | 3:42.75 | Q                    |
| 17   | 2     | Robby Andrews               | Estados Unidos   | 3:43.03 | Q                    |
| 18   | 2     | Ronald Kwemoi               | Quênia           | 3:43.10 | q                    |
| 19   | 2     | Federico Bruno              | Argentina        | 3:43.16 |                      |
| 20   | 2     | Ryan Gregson                | Austrália        | 3:43.28 |                      |
| 21   | 2     | Marc Alcalá                 | Espanha          | 3:43.28 |                      |
| 22   | 3     | Ismael Debjani              | Bélgica          | 3:43.71 |                      |
| 23   | 3     | Harvey Dixon                | Gibraltar        | 3:44.03 | Recorde nacional     |
| 24   | 1     | Elijah Manangoi             | Quênia           | 3:45.93 | Q                    |
| 25   | 1     | Asbel Kiprop                | Quênia           | 3:45.96 | Q                    |
| 26   | 1     | Timo Benitz                 | Alemanha         | 3:46.01 | Q                    |
| 27   | 1     | Abdalaati Iguider           | Marrocos         | 3:46.03 | Q                    |
| 28   | 1     | Marcin Lewandowski          | Polónia          | 3:46.06 | Q                    |
| 29   | 1     | Jordan Williamsz            | Austrália        | 3:46.11 | Q                    |
| 30   | 1     | Mahiedine Mekhissi-Benabbad | França           | 3:46.17 |                      |
| 31   | 1     | Samuel Tefera               | Etiópia          | 3:46.22 |                      |
| 32   | 1     | David Torrence              | Peru             | 3:46.39 |                      |
| 33   | 1     | Ayanleh Souleiman           | Djibuti          | 3:46.64 |                      |
| 34   | 1     | Josh Kerr                   | Grã-Bretanha     | 3:47.30 |                      |
| 35   | 1     | Abderrahmane Anou           | Argélia          | 3:47.38 |                      |
| 36   | 1     | David Bustos                | Espanha          | 3:47.52 |                      |
| 37   | 1     | Matthew Centrowitz          | Estados Unidos   | 3:48.34 |                      |
| 38   | 2     | Benjamín Enzema             | Guiné Equatorial | 3:48.39 |                      |
| 39   | 3     | Erick Rodríguez             | Nicarágua        | 3:52.35 | Recorde da temporada |
| 40   | 2     | Dominic Lobalu              | Equipe refugiada | 3:52.78 | Recorde pessoal      |
| 41   | 2     | Richard Douma               | Países Baixos    | 3:55.36 | q                    |
| 42   | 3     | Taresa Tolosa               | Etiópia          | DNF     |                      |
| 43   | 2     | Brahim Akachab              | Marrocos         | DNS     |                      |
| 44   | 2     | Chala Regassa               | Etiópia          | DNS     |                      |
| 45   | 1     | Thiago André                | Brasil           | DNS     |                      |

### Semifinais
Qualificação: Cinco primeiros de cada bateria (Q) e os dois melhores tempos (q).
| Pos. | Série | Atleta             | Nacionalidade  | Tempo   | Notas |
| ---- | ----- | ------------------ | -------------- | ------- | ----- |
| 1    | 2     | Jakub Holuša       | Chéquia        | 3:38.05 | Q     |
| 2    | 2     | Timothy Cheruiyot  | Quênia         | 3:38.14 | Q     |
| 3    | 2     | Marcin Lewandowski | Polónia        | 3:38.32 | Q     |
| 4    | 2     | Chris O'Hare       | Grã-Bretanha   | 3:38.59 | Q     |
| 5    | 2     | Fouad Elkaam       | Marrocos       | 3:38.64 | Q     |
| 6    | 2     | Nick Willis        | Nova Zelândia  | 3:38.68 | q     |
| 7    | 2     | John Gregorek      | Estados Unidos | 3:38.68 | q     |
| 8    | 2     | Jordan Williamsz   | Austrália      | 3:38.93 |       |
| 9    | 2     | Ronald Kwemoi      | Quênia         | 3:39.47 |       |
| 10   | 2     | Homiyu Tesfaye     | Alemanha       | 3:39.72 |       |
| 11   | 2     | Kalle Berglund     | Suécia         | 3:40.05 |       |
| 12   | 1     | Elijah Manangoi    | Quênia         | 3:40.10 | Q     |
| 13   | 1     | Asbel Kiprop       | Quênia         | 3:40.14 | Q     |
| 14   | 1     | Filip Ingebrigtsen | Noruega        | 3:40.23 | Q     |
| 15   | 1     | Sadik Mikhou       | Bahrein        | 3:40.52 | Q     |
| 16   | 1     | Adel Mechaal       | Espanha        | 3:40.60 | Q     |
| 17   | 1     | Abdalaati Iguider  | Marrocos       | 3:40.76 |       |
| 18   | 1     | Luke Mathews       | Austrália      | 3:40.91 |       |
| 19   | 2     | Benson Seurei      | Bahrein        | 3:40.96 |       |
| 20   | 1     | Jake Wightman      | Grã-Bretanha   | 3:41.79 |       |
| 21   | 1     | Ronald Musagala    | Uganda         | 3:42.01 |       |
| 22   | 1     | Michał Rozmys      | Polónia        | 3:42.94 |       |
| 23   | 1     | Timo Benitz        | Alemanha       | 3:44.38 |       |
| 24   | 2     | Richard Douma      | Países Baixos  | 3:47.74 |       |
| 25   | 1     | Robby Andrews      | Estados Unidos | DNF     |       |

### Final
A final da prova ocorreu dia 13 de agosto às 20:30. 
| Pos.              | Atleta             | Nacionalidade  | Tempo   | Notas |
| ----------------- | ------------------ | -------------- | ------- | ----- |
| Medalha de ouro   | Elijah Manangoi    | Quênia         | 3:33.61 |       |
| Medalha de prata  | Timothy Cheruiyot  | Quênia         | 3:33.99 |       |
| Medalha de bronze | Filip Ingebrigtsen | Noruega        | 3:34.53 |       |
| 4                 | Adel Mechaal       | Espanha        | 3:34.71 |       |
| 5                 | Jakub Holuša       | Chéquia        | 3:34.89 |       |
| 6                 | Sadik Mikhou       | Bahrein        | 3:35.81 |       |
| 7                 | Marcin Lewandowski | Polónia        | 3:36.02 |       |
| 8                 | Nick Willis        | Nova Zelândia  | 3:36.82 |       |
| 9                 | Asbel Kiprop       | Quênia         | 3:37.24 |       |
| 10                | John Gregorek      | Estados Unidos | 3:37.56 |       |
| 11                | Fouad Elkaam       | Marrocos       | 3:37.72 |       |
| 12                | Chris O'Hare       | Grã-Bretanha   | 3:38.28 |       |

Legenda
| Recorde mundial       | Recorde mundial (World record)               |                       | Recorde africano                      | Recorde africano (African) |                                           | Q | Classificado por posição (Qualified) |
| Recorde do campeonato | Recorde do campeonato (Championship record)  | Recorde da América    | Recorde da América (Americas)         | q                          | Classificado por melhor tempo (Qualified) |   |                                      |
| Melhor marca do ano   | Melhor marca do ano (World leading)          | Recorde asiático      | Recorde asiático (Asian)              | DNS                        | Não largou (Did not start)                |   |                                      |
| Recorde nacional      | Recorde nacional (National record)           | Recorde europeu       | Recorde europeu (European)            | DNF                        | Não terminou (Did not finish)             |   |                                      |
| Recorde pessoal       | Recorde pessoal do atleta (Personal best)    | Recorde da Oceania    | Recorde da Oceania (Oceania)          | DSQ / DQ                   | Desclassificado (Disqualified)            |   |                                      |
| Recorde da temporada  | Recorde da temporada do atleta (Season best) | Recorde sul-americano | Recorde sul-americano (South America) | NM                         | Sem marca (No mark)                       |   |                                      |